# Johan Ernst
För andra betydelser, se Johan Ernst (olika betydelser).
Johan Ernst, född 29 februari 1680, död 11 januari 1723 i Kimstads socken, Östergötlands län, var en svensk borgmästare och regementsskrivare.

## Biografi
Ernst var regementsskrivare vid Södermanlands regemente och sedan borgmästare i Linköpings stad mellan åren 1717-1723. Han avlider på Kimstad prästgård och begravs i Linköpings domkyrka 29 januari 1723

### Familj
Ernst gifte sig 3 januari 1709 på Östra Torp med Sofia Eleonora Wendel, dotter till Christoffer Adolf Wendel och Christina Eva von Gröninger.